# George V. Higgins
Pour les articles homonymes, voir Higgins.
George V. Higgins, né le 13 novembre 1939 à Brockton dans le Massachusetts et mort le 6 novembre 1999 à Milton dans le Massachusetts, est un avocat, un journaliste et un écrivain américain de roman policier.

## Biographie
George V. Higgins grandit à Rockland. Il étudie au Boston College, puis à l'université de Stanford dont il sort diplômé en 1965. Il termine ses études par un diplôme de droit à l'université de Boston en 1967. Pour payer ses études, il travaille dans le milieu de la presse.
Il se destine d'abord à la magistrature. Il occupe le poste de procureur adjoint général du Massachusetts et plaide devant la cour suprême une soixantaine d'affaires impliquant des activités illégales de la mafia. En dépit de son succès, il quitte le ministère de la justice pour redevenir journaliste et chroniqueur. Il écrit successivement pour l'Associated Press, le Boston Globe, le Boston Herald et le Wall Street Journal.
Grand admirateur d'Ernest Hemingway et de John O'Hara, il s'essaie à l'écriture de fiction depuis l'âge de 15 ans, mais ne publie son premier texte, Les Copains d'Eddie Coyle (The Friends of Eddie Coyle), qu'en 1970. L'intrigue de ce roman n'y est révélée que par les dialogues où les personnages s'expriment dans le langage brut, et parfois codé (car des policiers pourraient être à l'écoute) des minables petits truands de la pègre. Cette originalité narrative vaut à ce coup d'essai un succès immédiat. Les romans suivants poursuivent dans la même veine, achevant de prêter à l'auteur son style propre.
À partir de 1973, Higgins ouvre un cabinet d'avocat, un métier qu'il exerce pendant dix années. Il termine sa carrière en étant professeur au Boston College et à l'université de Boston.
Il s'est marié à deux reprises, d'abord à Elizabeth Mulkerin Higgins, dont il divorce en 1979, puis à Loretta Cubberley Higgins. Il meurt en 1999 à son domicile de Milton à l'âge de 59 ans.
Son roman The Friends of Eddie Coyle est adapté par Peter Yates sous le même titre en 1973 avec Robert Mitchum dans le rôle d'Eddie Coyle. En 2012, Andrew Dominik adapte le roman Cogan's Trade et réalise le film Cogan : Killing Them Softly avec Brad Pitt, Scott McNairy et Ben Mendelsohn.
En France, quatre titres de George V. Higgins ont été traduits dans la collection Rivages/Noir entre 1990 et 1998. En 2012, Cogan's Trade est traduit sous le titre L'Art et la manière et publié chez l'éditeur Michel Lafon lors de la sortie du film d'Andrew Dominik.

## Œuvre

### Romans

#### SérieJerry Kennedy
- Penance for Jerry Kennedy (1985)
- Kennedy for the Defense (1980)
- Defending Billy Ryan (1992)
- Sandra Nichols Found Dead (1996)

#### Autres romans
- The Friends of Eddie Coyle (1970) Publié en français sous le titre Les Copains d'Eddie Coyle, Paris, Rivages/Noir no 114, 1991, traduction de Roland Mehl.
- The Digger's Game (1973) Publié en français sous le titre Paris risqués, Paris, Rivages/Noir no 287, 1998, traduction de Pierre Bondil.
- Cogan's Trade (1974) Publié en français sous le titre L'Art et la manière, Paris, Michel Lafon, 2012, traduction de Pierre Bondil.
- A City on a Hill (1975)
- The Friends of Richard Nixon (1975)
- The Judgment of Deke Hunter (1976)
- Dreamland (1977)
- A Year or So with Edgar (1979)
- The Rat on Fire (1981) Publié en français sous le titre Le Rat en flammes, Paris, Rivages/Noir no 243, 1996, traduction de Pierre Bondil.
- The Patriot Game (1982)
- Style Versus Substance (1984)
- A Choice of Enemies (1984)
- Old Earl Died Pulling Traps: A Story (1984)
- Imposters (1986)
- Outlaws (1987)
- The Sins of the Fathers (1988)
- Wonderful Years, Wonderful Years (1988)
- The Progress of the Seasons (1989)
- Trust (1989)
- Victories (1990)
- On Writing (1990)
- The Mandeville Talent (1991) Publié en français sous le titre Le Contrat Mandeville, Paris, Rivages/Noir no 191, 1994, traduction de Pierre Bondil.
- Bomber's Law (1993)
- Swan Boats at Four (1995)
- A Change of Gravity (1997)
- The Agent (1999)
- At End of Day (2000)

### Nouvelles
- Adults (1982)
- Devlin's Wake (1983)
- Mother's Day (1985)
- The Devil Is Real (1987)
- A Small Matter of Consumer Protection (1988)

## Adaptations

### Au cinéma
- 1973 : Les Copains d'Eddie Coyle (The Friends of Eddie Coyle), film américain réalisé par Peter Yates, d'après le roman The Friends of Eddie Coyle, avec Robert Mitchum.
- 2012 : Cogan : Killing Them Softly, film américain réalisé par Andrew Dominik, d'après le roman Cogan's Trade, avec Brad Pitt, Scott McNairy et Ben Mendelsohn.

## Sources
- Claude Mesplède (dir.), Dictionnaire des littératures policières, vol. 1 : A - I, Nantes, Joseph K, coll. « Temps noir », 2007, 1054 p. (ISBN 978-2-910-68644-4, OCLC 315873251), p. 962-963.